# A Sojourn in the City of Amalgamation, in the Year of Our Lord, 19--
A Sojourn in the City of Amalgamation, in the Year of Our Lord, 19-- (em tradução livre: Uma Estadia na Cidade da Amálgama, no Ano de Nosso Senhor, 19--) é um romance distópico americano escrito por Jerome B. Holgate (1812–93) sob o pseudônimo de Oliver Bolokitten e autopublicado em 1835. O livro é uma crítica ao abolicionismo e descreve a visita do narrador à cidade futura de "Amálgama" (uma possível Filadélfia futura), onde o casamento entre negros e brancos e a miscigenação são encorajados em nome da igualdade, o que resultou em "degeneração moral, indolência e declínio político e econômico". Um dos exemplos mais antigos de sátira e distopia, a obra retrata a igualdade racial de forma negativa numa época e contexto de alta tensão.

## Personagens
- Bolokitten: o narrador e protagonista da história
- Wildfire: o pastor da igreja de Amálgama; liberta seus escravos, mas é coberto de alcatrão e adornado com penas por eles pois eles se sentiam melhor sendo cuidados como escravos do que sendo livres e morrendo de fome
- Sr. Hoffle: o marido branco da Sra. Sincopy; parte do grupo original de quatro pessoas que querem ser iniciadas à Amálgama; faz amizade com Bolokitten
- Sra. Sincopy: a esposa negra do Sr. Hoffle; parte do grupo original
- Sra. Crizy: a esposa negra do Sr. Dashey; parte do grupo original
- Sr. Dashey: o marido branco da Sra. Crizy; parte do grupo original; não tem pelos no nariz
- Sr. Sternfast: amigo de Bolokitten e pai de Julia; casado com uma mulher branca e com dois filhos brancos, mas promete que sua filha se casará com um negro
- Julia: filha do Sr. Sternfast
- Albert: um homem branco por quem Julia está apaixonada; se disfarça de um homem negro chamado Wyming para se casar com Julia após a morte de George
- George Cosho: um homem negro com quem o Sr. Sternfast quer que Julia se case; morto pelo exército no que se acreditava ser um motim

## Enredo
Oliver Bolokitten, o narrador da história, observa que "tudo no mundo tem uma causa", ligando essas causas ao abolicionismo e à escravidão. Ele vê dois homens brancos e duas mulheres negras desembarcando de um navio e resolve seguir o grupo até seu destino, que ele descobre ser a cidade de Amálgama. Eles lhe dizem que se amalgamar é algo "elegante" a se fazer na cidade. O grupo vai a uma igreja cujo pastor, Wildfire, prega sobre os benefícios da amálgama. Há engenhocas por entre os bancos da igreja conectados aos narizes das pessoas para "proteger" os brancos do cheiro dos negros. Após o sermão, há um convite para aqueles que desejam ser iniciados na "fraternidade sagrada". 

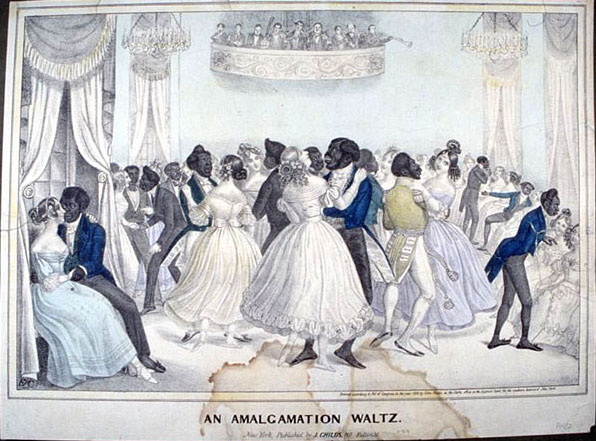
Uma Valsa em Amálgama. Gravura por E. W. Clay retratando uma cena do livro.

Wildfire explica ao grupo que o processo de iniciação consiste em duas partes: o fervimento, que os livrará do preconceito, e a perfumação, que manterá o preconceito afastado. Durante o processo de fervimento, um líquido vindo de uma chaleira influencia seus cérebros, as coisas na sala começam a se movimentar sozinhas e todos parecem começar a dançar forçadamente, inclusive o narrador. Na sala de perfumação, as mulheres são amarradas, açoitadas violentamente, recebem injeções de seringas de perfume para sua purificação, são colocadas em confinamento num ambiente estreito coberto de pequenos buracos e, por fim, fumigadas num processo adicional de fervimento.
Em seguida, Wildfire clama pelo probóscide, um "fio de metal... conectado à pilastra metálica acima [deles]", e finca o ganchinho de metal na ponta do fio ao nariz de Hoffle, um dos dois homens brancos casados com negras que Bonokitten seguira no início, puxando suas narinas para cima. Bolokitten enfatiza a importância de pelos de nariz e observa que Hoffle não tem nenhum. Wildfire se enfurece ao saber disso, e sua fúria lembra Bonokitten de Jim Crow. Mais tarde a porta abre e revela um homem alto vestido numa capa, com um bastão em uma mão e um lampião em outra, que exige que lhe digam qual é a fonte do barullho. Wildfire ordena a todos para saírem "a não ser ... que queiram sucumbir na Grande Caldeira".
Bolokitten descobre mais tarde que Sternfast, um homem branco, tem esposa e filhos brancos, e lhe pergunta por que ele não se amalgamou. Sternfast responde que, para compensar essa transgressão, sua filha Julia se casará com um negro. Julia, no entanto, está apaixonada por Albert, um homem branco. 
Numa noite, Bolokitten encontra um grupo de homens negros na rua e atira no líder deles; o resto do grupo, no entanto, o espanca, assalta e sequestra. Ele é colocado numa sala mal iluminada e, através de um buraco no chão, vê uma multidão de negros ao redor de Wildfire, que está numa poltrona. Um dos homens diz que não machucará seu "amado Wildfire", mas deseja compensação pelo fato do pastor tê-los libertado da escravidão, já que agora eles não estão tão felizes quanto estavam enquanto escravos pois não são mais cuidados. O líder então diz para darem a Wildfire um casaco novo e então tiram suas roupas, cobrem-o de alcatrão e adornam-o com penas. Em seguida, jogam-o no sótão junto a Bolokitten e vão embora.
Bolokitten e Hoffle encontram um prédio com a inscrição: "A Caldeira Zoológica", onde há uma sala cheia de caldeiras com diferentes animais, todas violando a lei de "amar ao próximo como a si mesmo". Os dois deixam o local quando os animais fervendo começam a gritar.
Julia diz a Albert que seu pai quer que ela case com George Cosho, um homem negro. Julia garante que iria preferir se matar a isso, mas eles são logo interrompidos por Sternfast, que está em fúria. Julia foge, mas recebe a visita de George mais tarde. Albert aparece, termina seu relacionamento com Julia e pede para George ir embora. Julia informa Albert sobre seu casamento em três dias, e ele sugere que, em vez de se casar com George, ela aceite a proposta de casamento de outro homem, Wyming. 
Na cidade, Julia é abordada por dois negros, que a apresentam a Wyming. Quando ela tenta fugir com sua amiga Ruth, George aparece junto a uma multidão e a cerca. Um grupo de negros tenta conversar com Sternfast, mas o exército aparece na presunção de que um motim está acontecendo. Wyming agarra Julia para protegê-la. O exército atira no momento em que Julia e Wyming se recuam, levando à morte de George, que estava atrás deles.
Sternfast diz a Wyming que Julia lhe deve a sua mão em casamento porque ele a salvou. Ele decide então drogar a filha para fazê-la aceitar se casar com Wyming, e sua esposa o resolve ajudar, ainda que hesitante. Wyming e Julia se casam e, em seguida, Wyming a faz assistir seu banho. Julia não entende o porquê, até que ele limpa seu rosto, revelando que ele era Albert num blackface o tempo todo. Julia desmaia de felicidade e o romance termina com o casal feliz reunido.